# Acteon mirim
Acteon mirim is een slakkensoort uit de familie van de Acteonidae. De wetenschappelijke naam van de soort is voor het eerst geldig gepubliceerd in 2011 door Cunha.